# 紀元前49年
紀元前49年（きげんぜん49ねん）は、ローマ暦の705年である。

## 他の紀年法
- 干支 : 壬申
- 日本
  - 崇神天皇49年
  - 皇紀612年
- 中国
  - 前漢 : 黄龍元年
- 朝鮮
  - 新羅 : 赫居世9年
  - 檀紀2285年
- 仏滅紀元 : 495年
- ユダヤ暦 : 3712年 - 3713年

## できごと

### ローマ
- 執政官 - ルキウス・コルネリウス・レントゥルス・クルスとガイウス・クラウディウス・マルケッルス・マヨル
- ローマ内戦が起きる。
  - 1月1日 - 元老院はガイウス・ユリウス・カエサルから、カエサルとグナエウス・ポンペイウスが同時に指揮権を放棄するとの提案を受け取る。元老院はカエサルに直ちに指揮権を放棄するよう回答。
  - 1月10日 - カエサルの率いる軍が、カエサルが総督を務めるガリア・キサルピナと本国イタリアの境界であるルビコン川を渡る。これにより内戦開始。元老院はカエサルに対して「セナトゥス・コンスルトゥム・ウルティムム」（元老院最終勧告）を発する。
  - 2月13日 - カエサル軍、コルフィニウム（現在のコルフィーニオ）を包囲。19日に陥落。
  - 2月20日 - ポンペイウスは元老院議員の大半とともにギリシア西部のイピロスに脱出。
  - 3月9日 - カエサルはポンペイウス軍に向かいヒスパニアに進軍。
  - 4月19日 - カエサルはポンペイウス麾下のルキウス・ドミティウス・アヘノバルブスが護るマッシリアを包囲（マッシリア包囲戦）。包囲は後にカエサル麾下のガイウス・トレボニウスが指揮。
  - 6月 - カエサルがヒスパニアに到着。ポンペイウス軍のルキウス・アフラニウス、マルクス・ペトレイウスに対し、ピレネーの山岳路を制する。
  - 6月7日 - マルクス・トゥッリウス・キケロがイタリアからテッサロニキに脱出。
  - 7月30日 - カエサルがイレルダ（現在のリェイダ）にてアフラニウス、マルクス・ペトレイウスの軍を包囲（イレルダの戦い）。
  - 8月2日 - ポンペイウスがイレルダにてカエサルに降伏し、恩赦を受ける。
  - 8月24日 - カエサル麾下の将軍ガイウス・スクリボニウス・クリオが、北アフリカにてポンペイウス麾下のプブリウス・アッティウス・ウァルスとヌミディア王ユバ1世の連合軍に敗れ、戦死（バグラダス川の戦い）。
  - 9月 - カエサル軍のデキムス・ユニウス・ブルートゥスが、マッシリア包囲戦でポンペイウスとマッシリアの連合海軍を破る。一方、アドリア海のカエサルの艦隊はクリクタ（現在のクルク島）近くで敗れる。
  - 9月6日 - マッシリアが、ヒスパニアから帰還したカエサルに降伏する。
  - 10月 - カエサルがローマで独裁官に任命される。

## 死去
- 8月24日 - ガイウス・スクリボニウス・クリオ、共和政ローマの政治家・軍人（* 紀元前90年）
- 宣帝 - 前漢の皇帝（* 紀元前91年）
- ルクレティウス - ローマの詩人・哲学者（* 紀元前99年）